# DRAMADAS
『DRAMADAS』（ドラマダス）とは、関西テレビで1990年4月9日から1991年3月29日まで毎週月曜 - 金曜0:30 - 0:45（JST）に放送されていた深夜ドラマである。

## 概要
毎週月 - 金曜の帯で、各15分5話完結のドラマシリーズを放送する深夜番組。コンセプトは『ドラマチックでダイナミックな物を集めて送り出すシステム』で、番組名の由来にもなっている。
関西ローカルでありながら、エロ、シュール、バイオレンスまで幅広いジャンルを取り扱っていたことからカルト的人気を集め、平均視聴率は4%台を記録。またドラマ経験の乏しい若手の監督・脚本家を数多く起用し、そこから黒沢清、是枝裕和、水谷俊之、池田敏春、廣木隆一、平山秀幸、小中千昭らを輩出した。
1991年4月からは帯形式を取りやめ、1話完結ドラマを週一放送する『DRAMADOS』（ドラマドス）としてリニューアルした。

## 放映リスト
| 話数 | 放送日                 | サブタイトル                                            | 脚本                  | 監督              | 主演           | 原作                   | 制作会社                     |
| ---- | ---------------------- | ------------------------------------------------------- | --------------------- | ----------------- | -------------- | ---------------------- | ---------------------------- |
| 1    | 1990年4月9日 - 13日    | 学問ノススメ                                            | 磯村一路              | 磯村一路          | 角田英介       | 清水義範               | 大映映像                     |
| 2    | 1990年4月16日 - 20日   | カプセルマン                                            | 水谷俊之              | 水谷俊之          | 光石研         |                        | 大映映像                     |
| 3    | 1990年4月23日 - 27日   | キムチ物語                                              | 小中千昭              | 村松弘之          | 原田大二郎     |                        | プルミエ・インターナショナル |
| 4    | 1990年4月30日          | ハイツがトラブル「林檎の向こう側」                      | 大町美千代            | 田胡直道          | 長倉大介       |                        | ツインズ                     |
| 4    | 1990年5月1日           | ハイツがトラブル「幸福の宅配便」                        | 大町美千代            | 田胡直道          | 飛田ゆき乃     |                        | ツインズ                     |
| 4    | 1990年5月2日           | ハイツがトラブル「隣のオ・ト・コ」                      | 大町美千代            | 田胡直道          | 小川依子       |                        | ツインズ                     |
| 4    | 1990年5月3日           | ハイツがトラブル「にぎやかな影たち」                    | 大町美千代            | 田胡直道          | 中上ちか       |                        | ツインズ                     |
| 4    | 1990年5月4日           | ハイツがトラブル「魚のいる部屋」                        | 大町美千代            | 田胡直道          | 宮田恭男       |                        | ツインズ                     |
| 5    | 1990年5月7日 - 11日    | 魔鏡                                                    | 清本由紀              | 十河壮吉 梅澤利之 | 蜷川有紀       | ダイアナ・ヘンステル   | 東通企画                     |
| 6    | 1990年5月14日 - 18日   | 私がお見合いした野郎ども                                | 香川まさひと          | 池田敏春          | 浜田朱里       |                        | ディレクターズ・カンパニー   |
| 7    | 1990年5月21日 - 25日   | 不思議な宅配便                                          | 山下久仁明            | 佐々木正人        | いしだまさお   |                        | ツインズ                     |
| 8    | 1990年5月28日 - 6月1日 | 赤頭巾ちゃんに気をつけて                                | 佐藤善木              | 佐藤善木          | 阿部雄企       |                        | テレビマンユニオン           |
| 9    | 1990年6月4日 - 8日     | バンドマンの生活と意見                                  | 岡崎由紀子            | 長嶺高文          | 鼓太郎         |                        | 大映映像                     |
| 10   | 1990年6月11日 - 15日   | ばけまん                                                | はた貴之              | 西森康友          | 後藤恭子       |                        | 井之上企画                   |
| 11   | 1990年6月18日 - 22日   | もだえ苦しむ活字中毒者 地獄の味噌蔵                     | 富岡邦彦              | 黒沢清            | 諏訪太郎       | 椎名誠                 | ディレクターズ・カンパニー   |
| 12   | 1990年6月25日 - 29日   | 4月4日に生まれて                                        | 相良敦子              | 是枝裕和          | 中山秀征       |                        | テレビマンユニオン           |
| 13   | 1990年7月2日 - 6日     | 愛霊界 -寂しがりやの幽霊たち-                           | 金井貴一              | 沢田直彦          | 鷲生功         |                        | エイトプロダクション         |
| 14   | 1990年7月9日 - 13日    | ダイエットハード                                        | 今村良樹              | 崎田憲一          | 生田智子       |                        | プルミエ・インターナショナル |
| 15   | 1990年7月16日 - 20日   | AV助監督物語                                            | 山下久仁明            | 松本泰生          | 新兵衛         |                        | ツインズ                     |
| 16   | 1990年7月23日 - 27日   | 極楽ゾンビ                                              | 川合智恵              | 万田邦敏          | 岩城力也       | 都筑道夫               | ディレクターズ・カンパニー   |
| 17   | 1990年7月30日 - 8月3日 | 散歩する霊柩車                                          | 杉本浩平              | 家喜俊彦          | 草薙良一       |                        | 井之上企画                   |
| 18   | 1990年8月6日 - 10日    | 日本一の恥知らず野郎ども!! WAHAHA本舗の「骨まで笑って」 | 中山恵子              | 前嶋守男          | 速川明子       |                        | 東映                         |
| 19   | 1990年8月13日 - 17日   | 悶絶！電脳固め                                          | 水谷俊之              | 水谷俊之          | 光石研         |                        | 大映映像                     |
| 20   | 1990年8月20日 - 24日   | お通夜の人指し指                                        | 中園美保              | 田中総一郎        | 山下規介       |                        | 関西テレビ                   |
| 21   | 1990年8月27日 - 31日   | 乱ババ                                                  | 真壁俊幸              | 米田彰            | 岡本麗         |                        | ツインズ                     |
| 22   | 1990年9月3日 - 7日     | 極道の息子たち                                          | 浦沢義雄              | 前嶋守男          | 青戸昭憲       |                        | 東映                         |
| 23   | 1990年9月10日 - 14日   | いしいひさいちの なんなんだ!?                           | 高取英                | 高取英 月蝕歌劇団 | 中上ちか       | いしいひさいち（原案） | ツインズ                     |
| 24   | 1990年9月17日 - 21日   | ランボ一家の戦争                                        | 井上誠吾              | 土方鉄人          | 岩城正剛       |                        | 大映映像                     |
| 25   | 1990年9月24日 - 28日   | イケイケ！ラブアタック任侠                              | 橋本裕志              | 福岡芳穂          | 内藤剛志       |                        | ツインズ                     |
| 26   | 1990年10月1日          | オレは天下のカンペキ男「グランプリ作戦」                | 竹藤恵一郎            | 田中重幸          | 波方清         |                        | プルミエ・インターナショナル |
| 26   | 1990年10月2日          | オレは天下のカンペキ男「時は金なり」                    | 竹藤恵一郎            | 田中重幸          | 波方清         |                        | プルミエ・インターナショナル |
| 26   | 1990年10月3日          | オレは天下のカンペキ男「ポップアートに花束を！」        | 竹藤恵一郎            | 田中重幸          | 波方清         |                        | プルミエ・インターナショナル |
| 26   | 1990年10月4日          | オレは天下のカンペキ男「接待は座敷に限る」              | 竹藤恵一郎            | 田中重幸          | 波方清         |                        | プルミエ・インターナショナル |
| 26   | 1990年10月5日          | オレは天下のカンペキ男「愛と情熱は時をこえて」          | 竹藤恵一郎            | 田中重幸          | 波方清         |                        | プルミエ・インターナショナル |
| 27   | 1990年10月8日 - 12日   | 平成カラオケの乱                                        | 寺田敏雄              | 鈴木敬晴          | 山田辰夫       |                        | ツインズ                     |
| 28   | 1990年10月15日 - 19日  | 私が・産んだ・タマゴ                                    | 佐藤高博              | 佐藤高博          | 依田朋子       |                        | エイコーテクニカ             |
| 29   | 1990年10月22日 - 26日  | 異次元をかける少女                                      | 清本由紀              | 梅澤利之          | 中野みゆき     |                        | 東通企画                     |
| 30   | 1990年10月29日         | ここから先は戦争です「隣人」                            | 安井国穂              | 新井英夫          | 中野壽年       | 福山庸治               | エイコーテクニカ             |
| 30   | 1990年10月30日         | ここから先は戦争です「ああ日常」                        | 安井国穂              | 新井英夫          | 栢木布由子     | 福山庸治               | エイコーテクニカ             |
| 30   | 1990年10月31日         | ここから先は戦争です「配達」                            | 安井国穂              | 新井英夫          | テンション     | 福山庸治               | エイコーテクニカ             |
| 30   | 1990年11月1日          | ここから先は戦争です「初恋」                            | 安井国穂              | 新井英夫          | 高沼薫         | 福山庸治               | エイコーテクニカ             |
| 30   | 1990年11月2日          | ここから先は戦争です「再会」                            | 安井国穂              | 新井英夫          | 赤川鉄郎       | 福山庸治               | エイコーテクニカ             |
| 31   | 1990年11月12日         | 男と女の怪奇五夜「人形の首」                            | 鶉野昭彦              | 日比野繁樹        | 渋谷天笑       |                        |                              |
| 31   | 1990年11月13日         | 男と女の怪奇五夜「隠れ蓑」                              | 鶉野昭彦              | 日比野繁樹        | 渋谷天笑       |                        |                              |
| 31   | 1990年11月14日         | 男と女の怪奇五夜「大山猫」                              | 鶉野昭彦              | 日比野繁樹        | 渋谷天笑       |                        |                              |
| 31   | 1990年11月15日         | 男と女の怪奇五夜「めぐり逢い」                          | 鶉野昭彦              | 日比野繁樹        | 渋谷天笑       |                        |                              |
| 31   | 1990年11月16日         | 男と女の怪奇五夜「双頭の蛇」                            | 鶉野昭彦              | 日比野繁樹        | 渋谷天笑       |                        |                              |
| 32   | 1990年11月19日 - 23日  | 世にも不幸な物語                                        | 宮下隼一              | 細野辰興          | 高橋明         | 釋英勝                 | ディレクターズ・カンパニー   |
| 33   | 1990年11月26日 - 30日  | ギャルハンター                                          | さいとうひろし 石川均 | 石川均            | 小田薫         |                        | ツインズ                     |
| 34   | 1990年12月3日 - 7日    | 復讐クラブ                                              | 宇佐美雅彬            | 森安建雄          | 坂田利夫       | 諸星大二郎             | ディレクターズ・カンパニー   |
| 35   | 1990年12月10日 - 14日  | 地上げてごらん！                                        | 後藤大輔 秋山豊       | 秋山豊            | 田中浩司       |                        | ツインズ                     |
| 36   | 1990年12月17日 - 21日  | パチンコ風雲録                                          | 大隅充                | 田中重幸          | 西川弘志       |                        | プルミエ・インターナショナル |
| 37   | 1991年1月7日 - 11日    | 家々ドンドン                                            | 真壁俊幸              | 平山秀幸          | 結城哲也       |                        | ツインズ                     |
| 38   | 1991年1月14日 - 18日   | 暗黒山荘                                                | 佐藤善木              | 佐藤善木          | 大杉漣         |                        | テレビマンユニオン           |
| 39   | 1991年1月21日 - 25日   | 天使は悪魔のように                                      | 真壁俊幸              | 高岡茂            | 飛田ゆき乃     |                        | ツインズ                     |
| 40   | 1991年1月28日 - 2月1日 | お子様は魔女                                            | 安井国穂              | 山田あかね        | 久松信美       |                        | エイコーテクニカ             |
| 41   | 1991年2月4日 - 8日     | 「たられば」の逆襲                                      |                       |                   | 岡博之         |                        |                              |
| 42   | 1991年2月11日 - 15日   | 死ンデレラんない！                                      |                       |                   |                |                        |                              |
| 43   | 1991年2月18日 - 22日   | オタクの嫁とり                                          | 砂本量 水谷俊之       | 水谷俊之          | 大島蓉子       |                        | 大映映像                     |
| 44   | 1991年2月25日 - 3月1日 | 裸でご免なさい                                          | 植岡喜晴              | 植岡喜晴          | ひさうちみちお | ひさうちみちお         | ディレクターズ・カンパニー   |
| 45   | 1991年3月4日 - 8日     | 何かが部屋で手招きする                                  |                       |                   | 山本智美       |                        |                              |
| 46   | 1991年3月11日 - 15日   | 強引にUP！                                              |                       |                   | 森山祐子       |                        |                              |
| 47   | 1991年3月18日 - 22日   | 湯けむりギャル'91                                       |                       |                   | 高沢順子       |                        |                              |
| 48   | 1991年3月25日 - 29日   | おろし金に白い指                                        | 高橋洋                | 西山洋一          | 秋山菜津子     | 山上たつひこ           | ディレクターズ・カンパニー   |

## 映像ソフト
- VHS
  - 『DRAMADAS 1』「学問ノススメ」「ランボ一家の戦争」を収録。
  - 『DRAMADAS 2』「カプセルマン」「国語入試問題必勝法[注 3]」を収録。
  - 『DRAMADAS 3』「悶絶！電脳固め」「バンドマンの生活と意見」を収録。
  - 『ドラマダス 1』「私がお見合いした野郎ども」「AV助監督物語」を収録。
  - 『ドラマダス 2』「イケイケ！任侠ラブアタック」「もだえ苦しむ活字中毒者 地獄の味噌蔵」を収録。
  - 『オタクの嫁とり』

- DVD
  - 『DRAMADAS 黒沢清×椎名誠の摩訶不思議世界』「もだえ苦しむ活字中毒者 地獄の味噌蔵」を収録。
  - 『DRAMADAS エロでバカでご免なさい』「裸でご免なさい」を収録。
  - 『DRAMADAS 万田邦敏ちょっと恐怖劇場』「極楽ゾンビ」を収録。
  - 『DRAMADAS 伊藤潤二＋山上たつひこの謎さがし』「おろし金に白い指」を収録。